# Бандурово (Кропивницкий район)
Бандурово (укр. Бандурове) — село в Александровской поселковой общине Кропивницкого района Кировоградской области Украины.
До 2020 года входило в Александровский район
Население по переписи 2001 года составляло 381 человек. Почтовый индекс — 27331. Телефонный код — 5242. Код КОАТУУ — 3520583502.